# Anna Wallentheim
Anna Kristina Wallentheim, född 16 januari 1985 i Tynnereds församling i Göteborg, är en svensk politiker (socialdemokrat) och riksdagsledamot.
Anna Wallentheim är invald riksdagsledamot för Skåne läns norra och östra valkrets sedan riksdagsvalet 2014. Hon var 2014–2021 ledamot i riksdagens kulturutskott och är sedan 2022 ledamot i justitieutskottet.
Wallentheim är framförallt uppvuxen i Emmaljunga, Hässleholms kommun, men bosatt i  Hässleholm sedan 2006. Hon läste musik under gymnasiet och tog studenten 2004 från Hässleholms Tekniska Skola HTS. År 2006 började hon studera på Högskolan Kristianstad HKR där hon under fem år utbildade sig till gymnasielärare i samhällskunskap och religion. År 2011 avlade hon sin lärarexamen och började sedan jobba på T4-skolan i Hässleholm. Sedan hösten 2014 är hon tjänstledig från sin tjänst på Västerskolan 7-9.[källa behövs]
Wallentheim inledde sin politiska bana som ledamot i Hässleholms fritidsnämnd 2006. Efter valet 2010 blev hon sedan även ledamot i Hässleholms kommunfullmäktige samt ledamot i Hässlehems styrelse. Utöver detta har hon också haft interna politiska uppdrag i Hässleholms arbetarekommun och i Hässleholms S-kvinnor.[källa behövs]
Anna Wallentheim är barnbarnsbarn till de tidigare riksdagsledamöterna Adolf Wallentheim och Annie Wallentheim.[källa behövs]